# Maestro de capilla

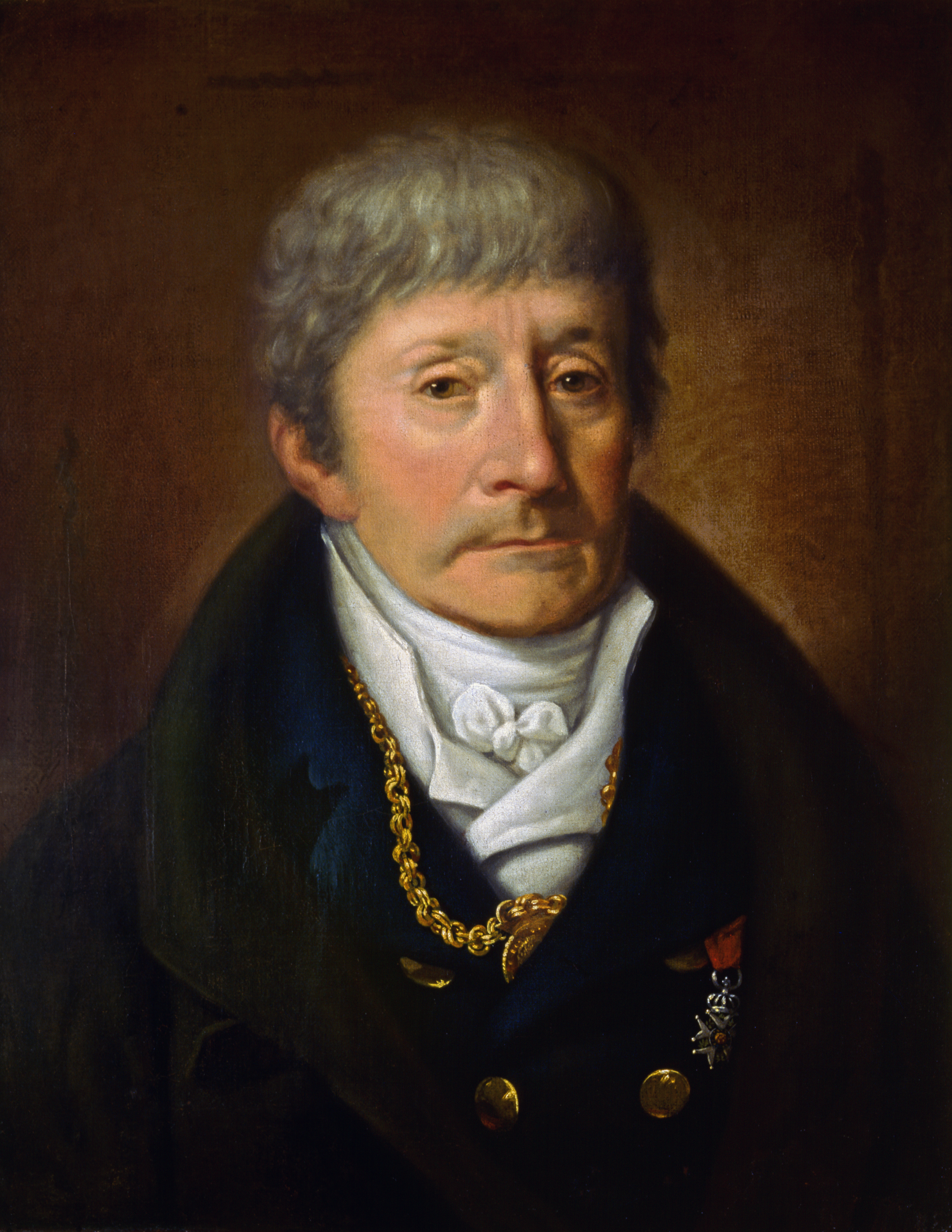
Antonio Salieri (1750-1825) fue maestro de capilla.

El maestro de capilla (en alemán: Kapellmeister; en francés: maître de chapelle; en italiano: maestro di cappella) es un músico de experiencia y prestigio, siempre compositor, que forma, gestiona y dirige al grupo de cantores e instrumentistas responsable de la música sacra en los oficios de las iglesias, o de la música profana en las fiestas cortesanas. La denominación capilla de música se utilizaba en siglos pasados, sobre todo durante el Renacimiento y el Barroco, para aludir tanto al grupo musical mismo como al lugar donde este conjunto ensayaba y recibía clase del maestro. Esta denominación se empleaba tanto si el grupo era religioso como si era cortesano, aunque lo primero fue mucho más frecuente, particularmente en el Renacimiento. En algunas catedrales y palacios, la capilla de cantores podía diferenciarse de la de ministriles. Esta última, la capilla de ministriles, llegaba en ocasiones a tener su propio maestro.

## Terminología
Las variantes ortográficas capellmeister y capelle para referirse a la orquesta o al coro, se encuentran a veces en las obras en inglés sobre los compositores que ostentaron el título. La palabra Hofkapellmeister especificaba que el Kapellmeister trabajaba en la corte de un noble (Hof); un Konzertmeister ostentaba un cargo algo menor. En otros países europeos existían posiciones equivalentes y se denominaban con nombres equivalentes. En finés, kapellimestari sigue siendo la palabra principal utilizada para referirse a los directores de orquesta.

## Historia
Durante la Edad Media y el Renacimiento, la organización gremial del trabajo artístico y su posición en la sociedad (que era la de artesano) determinaban la vida de los músicos: ingresaban de niños como cantorcicos (llamados seises en España, por ser ese un número frecuente de cantores infantiles), quedando desde entonces a disposición del maestro, con el que vivían. De él aprendían canto llano, contrapunto, a tañer un instrumento (frecuentemente órgano) y quizá composición. De adultos, su carrera era de cantores si no perdían la voz, de organistas o ministriles (músicos de viento) si habían adquirido dominio de instrumentos, y de maestros de capilla si eran los más dotados, capaces de ganar los concursos que convocaban las iglesias cuando había vacantes, o de tener suficiente prestigio como para ser reclamados por catedrales y capillas cortesanas.
Gracias a los reglamentos escritos de algunas catedrales, sabemos que las obligaciones del maestro de capilla eran entre otras las de custodia de la capilla física (lugar de los ensayos y las clases), de la que tenía la llave; impartir lecciones de las disciplinas ya citadas no solo a los cantorcicos, sino también a otras personas ligadas a la iglesia que las quisieran aprender; reclutar a cantores y músicos para garantizar el funcionamiento permanente de la capilla musical; frecuentemente alojar en su casa a los niños cantores y ocuparse de su educación general y manutención; componer, en fin, las piezas destinadas a fiestas especiales, como Navidad o Corpus Christi. El incumplimiento de las normas se castigaba con sanciones económicas, e incluso con la expulsión.
Por supuesto, las funciones y obligaciones de los maestros de capilla fueron cambiando hasta el siglo XVIII, siendo las descritas las que conocemos para el siglo XVI en España. También fueron aumentando las oportunidades de hacer carrera como músico sin una vinculación tan directa a las capillas musicales de las iglesias.

## Compositores que ocuparon este cargo
Los ejemplos de maestros de capilla son muy abundantes: prácticamente todos los músicos importantes del Renacimiento y Barroco ocuparon ese cargo, a menudo tras recorrer el camino empezando como niño cantor: desde Palestrina, que fue maestro de capilla de San Giuliano de Roma, hasta Johann Sebastian Bach, que lo fue de la capilla cortesana del príncipe Leopoldo de Anhalt, es frecuente encontrar músicos notables de los siglos XVI al XVIII que ocuparon una o varias veces ese cargo.

## Uso contemporáneo
El término Kapellmeister se ha vuelto menos común en el alemán contemporáneo que Dirigent ("Director de orquesta"). Cuando se utiliza hoy en día designa al director o director principal de una orquesta o coro. Sugiere la participación en la gestión de la orquesta o del coro (por ejemplo, la selección del repertorio, los horarios de los conciertos y los directores invitados), además de la dirección propiamente dicha. En el ámbito militar se refiere a un director de banda. El director musical de la Orquesta de la Gewandhaus de Leipzig tiene tradicionalmente el arcaico título de Gewandhauskapellmeister. En otros teatros de ópera alemanes, el término se refiere generalmente a un director adjunto que depende del Generalmusikdirektor ("Director general de música", que suele ser también el director principal). Una compañía de ópera puede tener varios Kapellmeisters, clasificados como Erste Kapellmeister (Primer...), Zweite Kapellmeister (Segundo...), etc.
El director de orquesta Christian Thielemann ha ofrecido una explicación matizada de la distinción entre Dirigent y Kapellmeister en el uso contemporáneo. Sugiere que Kapellmeister ha adquirido injustamente un sentido de rutina o de falta de proyección de glamour:

«un Kapellmeister describe ahora una figura pálida y mansa que marca el tiempo. Un policía de servicio en el podio dirigiendo el tráfico musical, nada más". De hecho, Thielemann, que es plenamente consciente del uso histórico del término, preferiría él mismo ser llamado Kapellmeister:  "implica virtudes como el conocimiento de una obra, una gran habilidad y la dedicación a la causa de la música.»

El término "Tradición Kapellmeister" se utiliza comúnmente para describir estas cualidades, ejemplificadas por directores históricamente importantes como Otto Klemperer, Clemens Krauss, Erich Kleiber y Otmar Suitner, en el sentido de que han "pagado el peaje" en su camino hacia la fama internacional.